# Liviu Surugiu
Liviu Surugiu (n. 10 octombrie 1969, Roșiorii de Vede) este un scriitor și scenarist român. Principalele genuri abordate în creațiile sale sunt science fiction-ul, ficțiunea speculativă și thrillerul religios. În 2013 a fost finalist al concursului de scenarii de film organizat de HBO în colaborare cu TIFF. În 2015 a câștigat premiul pentru cel mai bun roman cu Atavic, iar în 2016 premiul pentru cel mai bun roman cu ERAL și premiul pentru cel mai bun volum de povestiri cu Rămășițele viselor.

## Biografie
Liviu Surugiu s-a născut în 1969, la Roșiorii de Vede. În 1983 scrie prima versiune a ceea ce va deveni ulterior romanul Atavic, sub forma unei povestiri. În 1995 debutează în Jurnalul SF cu povestirea "Visându-l pe Mart Senson", care-i adusese în anul precedent premiul JSF-Atlantykron. Urmează alte povestiri publicate în "Jurnalul SF", colecția "CPSF Anticipația" și "SuperNova", printre care se numără "Începutul", "Daniel", "Adevărul despre Woopy", "Mâinile lui Solomon", "Burta", "Castelul Câinilor", "Alcoolama" (în colaborare cu Ionuț Bănuță), "Îngeri și Câini" sau "Visus", multe dintre ele fiind recompensate cu premii la diverse concursuri, toate premiate la concursuri de gen.
După o perioadă petrecută în străinătate, Surugiu a revenit în țară și a reînceput să scrie și să publice, revenind în același timp la textele mai vechi. Povestirea scrisă în 1983 a dezvoltat-o și a publicat-o prin forțe proprii în 2011 sub titlul Imman. De-a lungul anilor a colaborat cu o serie de publicații online, cum ar fi Gazeta SF sau Nautilus. În 2013 a ajuns în finala organizată de HBO în colaborare cu TIFF cu scenariul "Înghețul".
După ce a revizuit și extins volumul Imman, Liviu Surugiu l-a publicat în 2014 la editura Tritonic sub titlul Atavic, care avea să îi aducă la Romcon-ul din anul următor premiul pentru cel mai bun roman. Tot în 2014 a extins povestirea "Întâlnirea", premiată la Festivalul Vladimir Colin din 1995 și a publicat-o sub titlul Iubire și moarte pentru totdeauna.
În anul următor a reunit prozele scurte scrise în perioada 1994-1995 și 2013-2015 în volumul Rămășițele viselor, publicat la editura Tracus Arte în colecția Bendis.

## Opera

### Romane
- Imman (2011)
- Atavic (2014) - o versiune revizuită și extinsă a cărții Imman
- Iubire și moarte pentru totdeauna (2014)
- ERAL (2015)

### Volume de povestiri
- Rămășițele viselor (2015)
- Acesta este trupul meu (2016)
- Pulsar (2017)

#### Acesta este trupul meu
Acesta este trupul meu este un volum care conține cinci povestiri SF ale lui Liviu Surugiu: „Acesta este trupul meu”, „O chestiune de educație”, „Întâlnirea”, „Înaintea învierii”  și „144”. A apărut în 2016, la editura Tracus Arte (ISBN 978-606-664-763-2).

## Distincții
- 1994 - premiul JSF-Atlantykron pentru "Visându-l pe Mart Senson"[12]
- 1994 - premiul Supernova pentru "Mâinile lui Solomon"[12]
- 1995 - Premiul Juriului - Pozitronic pentru "Adevărul despre Woopy"[12]
- 1995 - Marele Premiu ARSFAN pentru "Visus"[12]
- 1995 - premiul pentru cea mai bună schiță la concursul Sigma pentru "Îngeri și câini"[12]
- 1995 - premiul Festivalului Vladimir Colin pentru "Întâlnirea", povestire extinsă și publicată în 2014 sub titlul Iubire și moarte pentru totdeauna[9]
- 1995 - premiul al III-lea Quasar pentru "Burta"
- 2013 - premiul Gazetei SF pentru "Daisy", schiță publicată sub pseudonimul Christian Lis[12]
- 2013 - finalist la Concursul Național de Scenarii organizat de HBO România în parteneriat cu TIFF, secțiunea lungmetraj, cu "Înghețul"[4]
- 2015 - premiul pentru cel mai bun roman al anului 2014 decernat la Romcon pentru Atavic[2]
- 2015 - premiul al III-lea, ex-aequo, la a 30-a ediție a Concursului Național de proză scurtă Helion pentru "Regele Spărgătorilor"[13]
- 2016 - premiul Atlantykron pentru "Acesta este trupul meu"
- 2016 - premiul al III-lea la concursul România peste o sută de ani, secțiunea Scenarii[3]
- 2016 - premiul pentru cel mai bun roman al anului 2015 decernat la Romcon pentru ERAL[3]
- 2016 - premiul pentru cel mai bun volum de povestiri al anului 2015 decernat la Romcon pentru Rămășițele viselor[3]